# Верхні Котли (платформа)
Верхні Котли (рос. Верхние Котлы) — зупинний пункт/пасажирська платформа Павелецького напрямку Московської залізниці у Москві. Пересадка на однойменну платформу МЦК.
Назва Верхні Котли дано по платформі МЦК, на яку здійснюється пересадка.

## Розташування та пересадки
Побудована на чинному перегоні Москва-Товарна-Павелецька - Коломенське, на шляхопроводі над МЦК, за 50 м від платформи Московського центрального кільця Верхні Котли, обидва зупинних пункти є складовою частиною великого транспортно-пересадного вузла.

## Архітектура і оздоблення
Зупинний пункт має дві високі острівні платформи, частково розташовані на шляхопроводі над МЦК. З платформ можливий вихід на всі три діючих колії Павелецького напрямку, і також враховуються перспективи побудови IV головної колії. Платформи сполучені з турнікетним павільйоном, розташованим під шляхопроводом, ескалаторними нахилами і сходами. Основними кольорами оформлення платформи є червоний і сірий.

## Пересадки
- Станцію МЦК  Верхні Котли
- Автобуси: м86, м95, е85, с910, 944, с951, 965, н8;
- Трамваї: 3, 16, 47, 49